# Каски (Лодзинське воєводство)
Ка́ски (пол. Kaski) — село в Польщі, у гміні Ґалевиці Верушовського повіту Лодзинського воєводства.
Населення — 188 осіб (2011).
У 1975—1998 роках село належало до Каліського воєводства.

## Демографія
Демографічна структура станом на 31 березня 2011 року:
|          | Загалом | Допрацездатний вік | Працездатний вік | Постпрацездатний вік |
| -------- | ------- | ------------------ | ---------------- | -------------------- |
| Чоловіки | 86      | 18                 | 54               | 14                   |
| Жінки    | 102     | 29                 | 49               | 24                   |
| Разом    | 188     | 47                 | 103              | 38                   |